# Bistum Uppsala

Wappen des Erzbistums Uppsala seit 1964

Das Bistum Uppsala (schwedisch Uppsala stift) ist eine der 13 Diözesen innerhalb der evangelisch-lutherischen Schwedischen Kirche. Es besteht (Stand 2019) aus 126 Kirchengemeinden (församlingar), die auf 7 Propsteien (kontrakt) aufgeteilt sind. Geografisch erstreckt sich das Bistum über die historischen Provinzen Hälsingland, Gästrikland und Teile von Uppland. Bischofssitz ist die Stadt Uppsala mit dem Dom zu Uppsala als Bischofskirche. Als einziges Bistum der Schwedischen Kirche hat das Bistum Uppsala seit 1990 zwei Bischöfe; dies sind heute (Stand 6/2023) Erzbischof Martin Modéus (seit 2022) und Bischöfin Karin Johannesson (seit 2019).

## Erzbistum Uppsala

### Vorreformatorische Zeit
Adam von Bremen berichtet, Erzbischof Adalbert von Bremen (1043–1072) habe sechs Bischöfe für die schwedische Mission geweiht, von denen einer nach Uppsala gesandt worden sei. Damit war aber noch kein Bistum verbunden. Dieses wurde erst in den 1140er Jahren gegründet, als der Bischof von Sigtuna nach Gamla Uppsala zog.
Ursprünglich war es die Absicht der Kurie gewesen, dass Nikolaus Breakspear bei seiner Reise nach Skandinavien in Nidaros und Uppsala jeweils einen Erzbischofssitz einrichten solle. In Nidaros geschah dies 1153. In Schweden unterblieb die Maßnahme, wahrscheinlich wegen der inneren bürgerkriegsähnlichen Unruhen. Für die Einrichtung eines Erzbistums war eine gewisse innere Stabilität der Kirche vor Ort Voraussetzung. Es blieb bei einem Bischof in Sigtuna als Vorläufer und Anwärter auf den Erzbischofssitz, wenn sich die Lage stabilisiert haben würde. Dies geschah dann 1164 während des Konflikts zwischen den Reformpäpsten und dem deutschen Kaiser. Papst Alexander III. musste fliehen. Dänemark stellte sich auf die Seite des kaiserlichen Gegenpapstes. So schuf Alexander III. mit der Weihe eines schwedischen Erzbischofs in Sens ein Gegengewicht in Form eines Erzbistums in Gamla Uppsala. Die Weihehandlung nahm Erzbischof Eskil von Lund vor, der dabei den Titel Primas Sueciae erhielt. Dieser Titel beinhaltete das Recht, den Erzbischof von Uppsala zu weihen und ihm das Pallium zu überreichen. 1173 wurde der Erzbischofssitz nach Östra Aros, dem heutigen Uppsala, verlegt.
Das Bistum umfasste die drei alten Länder Attundaland, Fjärdhundraland und Tiundaland, außerdem Gästrikland (das hin und wieder zum Tiundaland gerechnet wird), Hälsingland, das aus den beiden Ländern Medelpad und Ångermanland (mit allem bewohnten Land nördlich davon) bestand, und Jämtland. Härjedalen gehörte nicht dazu, sondern zum Erzbistum Nidaros. Außerdem gehörten noch Finnland und die Åland-Inseln dazu. Ende des 12. oder zu Beginn des 13. Jahrhunderts schied Finnland aus und erhielt ein eigenes Erzbistum, zu welchem zu Beginn des 14. Jahrhunderts auch die Åland-Inseln geschlagen wurden. Zwischen 1234 und 1255 wurde ein Domkapitel gebildet. Gleichzeitig wurde das Bistum in Propsteien, zunächst einer für jedes Land, aufgeteilt. Einige wurden den Kanonikern in Uppsala zugeteilt. Erzbischof Nils Allesson ordnete 1298 schließlich an, dass jeder Landkreis (härad) einen Propst haben sollte, so dass nunmehr 25 Propsteien im Bistum existierten. Allerdings gab es in Norrland noch keine Kreiseinteilung.
Der Einfluss Uppsalas in Norrland wird bezweifelt. Das ergibt sich aus dem signifikanten Unterschied der Verehrung des Hl. Erik, die in Uppland stark im Vordergrund stand, nördlich von Uppland aber für die Zeit nicht nachzuweisen ist. Es ist auch wahrscheinlich, dass der Erzbischof in Uppsala nur äußerst selten eine Visitationsreise in die nördlichen Gebiete unternahm. Auch der Zehnte war aus den Nordgebieten eine unsichere Einnahme. 1232 beklagte sich der Erzbischof Olof Basatömer bei Papst Gregor IX. darüber, dass die Hälsinger ihren Zehnten nicht bezahlten, und dieser gab eine entsprechende Untersuchung in Auftrag. Ähnliche Probleme werden im 13. Jahrhundert aus Medelpad und Ångermanland überliefert. Im Norden machte sich zum Unwillen des Domkapitels in Uppsala der Olavskult aus Nidaros breit, und Nidaros betrachtete die nördlichen Gebiete als seine Einflusssphäre und bezog offenbar sogar Zehntzahlungen von dort. Auch die Donationen an den Hl. Olav flossen an die Kathedrale von Nidaros. Daher wurde drei Jahre nach der Erstellung der Wunderberichte über den Hl. Erik in Uppsala ein Altar dem Hl. Olav geweiht. 1314 endlich versprachen die Einwohner von Hälsingland, Medelpad und Ångermanland dem Erzbischof Nils Kettilsson, eine jährliche Donation an die Domkirche in Uppsala zu senden, allerdings nicht an den Hl. Erik, sondern an den Hl. Olav. Aus dem Brief geht hervor, dass es sich um die Donation handelt, die bislang nach Nidaros geleistet worden war. Davon wurde in Uppsala ein Priester am Olavsaltar unterhalten. Dabei wurde aus der vorher freiwilligen Abgabe nunmehr eine verpflichtende Steuer.
Dieser Vorgang ist auf dem Hintergrund des seit 1304 tobenden Bürgerkrieges zwischen dem König Birger Magnusson und seinen Brüdern Erik und Waldemar zu sehen. Erzbischof Nils hielt zum König und wurde 1306 zusammen mit dem König gefangen genommen. Dabei war auch die Kirche gespalten, indem die Bischöfe von Linköping und Skara auf der Gegenseite standen. Nach der Befreiung 1310 geriet der Erzbischof in eine schwierige Situation, indem die Brüder das Kernland Uppland einschließlich Uppsala beherrschten, während die Nordgebiete zu König Birger hielten. Erzbischof Nils und das Domkapitel hielten zum König und unterstützten ihn finanziell. Das führte zu einer Reihe von Schikanen durch den Herzog Waldemar, bis Papst Johannes XXII. 1317 allen Bischöfen den Schutz des Erzbischofs befahl. Der Armenzehnte aus Uppland, das ja unter der Kontrolle seiner Gegner stand, war keine finanzielle Grundlage mehr für den Dom, so dass die Olavs-Steuer aus den nördlichen Landesteilen ein sich anbietender Ausweg aus den finanziellen Problemen darstellte.
Diese Entwicklung verschärfte den Konflikt zwischen den Erzbistümern Nidaros und Uppsala, denn Nidaros betrachtete Norrland als sein Gebiet. Der Konflikt erreichte schließlich die Kurie, indem sich Erzbischof Pål Bårdsson von Nidaros 1336 bei Papst Benedikt XII. über Übergriffe des Erzbistums Uppsala beschwerte. Er trug vor, dass bislang die Bewohner von Ångermanland, Hälsingland und anderen nordschwedischen Gebieten die Olavssteuer auf Grund eines Gelübdes an den Hl. Olav nach Nidaros bezahlt hätten und der Erzbischof von Uppsala die Erfüllung dieses Gelübdes gewaltsam verhindere. Der Papst folgte dieser Argumentation und verbot die Behinderung der Zahlung nach Nidaros. Doch die päpstliche Entscheidung hatte keine besonderen Folgen. König Magnus Eriksson, König von Norwegen und Schweden, bestätigte 1339 die Entrichtung der Olavssteuer an Uppsala. Damit endete der Zwist allerdings nicht, wie der überlieferte weitere Briefwechsel zwischen den Domkapiteln zeigt.
Parallel zum Konflikt mit Nidaros entwickelte sich das Bestreben, die Vorherrschaft Lunds abzuschütteln und die Erzbischofswürde unmittelbar aus Rom zu erlangen. Dies gelang erstmals Folke Johansson Ängel bei seiner Weihe 1274 zum Erzbischof. 1315 wurde letztmals mit Olov Björnsson ein Erzbischof von Uppsala in Lund geweiht. Der Erzbischof von Lund behielt den Titel Primas Sueciae bis zur Reformation zwar bei, aber er hatte keine Bedeutung mehr. Erzbischof Jöns Bengtsson (1448–1467) übernahm als Erzbischof von Uppsala den Titel Primas Sueciae.
Die Einteilung der Bistümer richtete sich von vornherein nach den Grenzen der einzelnen Volksländer. Im Inneren waren die Landkreise (Härad) für die Einteilung in Kirchenkreise (kontrakt) maßgeblich. Bei der weiter unten liegenden Einteilung in Kirchspiele (socken) und Gemeinden (församlingen) ist die Anbindung an die profane Verwaltungseinteilung allerdings fraglich. Denn hier spielte die größere Rolle, wer die Kirchen baute. Während sonst in Europa das Eigenkirchenwesen vorherrschte, bei dem die Kirche dem Grundherrn gehörte, wurden in Schweden die Kirchen von der Bauernversammlung errichtet. Ihre Kirchspiel-Grenzen decken sich nicht mit den mittelalterlichen Grenzen der staatlichen Kameral-Verwaltung (åtting). Man weiß auch nicht, ob diese Verwaltungseinteilung in åttinger bereits vorchristlich ist. Man weiß daher auch nicht, wie die Kirchspieleinteilung entstanden ist. Als wahrscheinlichste These gilt, dass es sich um ein regelmäßiges informelles Treffen der Bauern gehandelt hat, das irgendwann den Beschluss fasste, eine Kirche zu bauen und sie dann auf ihrem traditionellen Versammlungsplatz errichtete. So verfestigte sich die Struktur zu einer Gemeinde.

### Reformation und die Zeit danach
1518 kam Olaus Petri aus Wittenberg nach Schweden und brachte die lutherische Lehre mit. Dies geschah zu einer Zeit, als Gustav Vasa gegen die Oberherrschaft Dänemarks vorging.
1531 wurde die Reformation durchgesetzt. Der erste lutherische Erzbischof wurde 1531 Laurentius Petri, der Bruder von Olaus Petri. Dieser hatte in Wittenberg studiert. Sein katholischer Vorgänger Johannes Magnus musste ins Exil. Im Exil wurde noch dessen Nachfolger Olaus Magnus geweiht, der aber sein Amt nicht mehr wahrnehmen konnte. Der lutherische Erzbischof behielt seinen Titel bei, verlor aber seine besonderen Befugnisse gegenüber den übrigen Bischöfen Schwedens. Die Stellung des Suffraganbischofs nach kanonischem Recht wurde allmählich abgeschafft. Der letzte Erzbischof, der diese Funktion noch wahrnahm, war Abraham Angermannus bei seiner Generalvisitation 1596. Der Erzbischof vertrat den geistlichen Stand im schwedischen Ständetag. Als dieser abgeschafft wurde, wurde die Kirchenversammlung eingerichtet, deren Vorsitz er übernahm.
1686 wurde von Karl XI. ein neues Kirchengesetz erlassen, das die Trennung von Staat und Kirche bestimmte.
Der Erzbischof ist nur primus inter pares und vertritt den Episkopat gegenüber dem König. Er repräsentiert die Einheit der schwedischen Kirche und vertritt sie im Ausland.
Die Einsetzung eines Erzbischofs war sehr kompliziert geworden. Der König bestimmte den Erzbischof und war dabei an die drei vorgeschlagenen Kandidaten gebunden, die aus einer Wahl hervorgegangen waren, die ursprünglich der aller anderen Bistümer entsprach. Ein Kirchengesetz von 1686 bestimmte dann, dass alle Domkapitel des Landes ihre Stimme haben sollten. So wählten alle Domkapitel und die Geistlichkeit des Bistums und aufgrund einer Vorschrift von 1759 auch die Professoren der Universität von Uppsala, weil der Erzbischof auch geborener Prokanzler (ein nicht mehr existierendes Amt neben dem Kanzler) der Universität war. Die Stimmen der Wählenden wurden aber nicht zusammengezählt, sondern jede Wahlgruppe machte ihren Vorschlag und das jeweilige Gremium ging mit einer Stimme in die Endwahl. Mehrfach wurde versucht, den Wahlmodus so zu ändern, dass die Geistlichkeit des Bistums einen größeren Einfluss erhielte.
Das Gebiet des Erzbistums wurde erstmals 1570 durch die Herauslösung von Jämtland im Frieden von Stettin dann aber, als es 1645 wieder an Schweden zurückfiel, 1647 drastisch verkleinert, als aus den Landesteilen Medelpad, Ångermanland, Väster- und Norrbotten sowie Jämtland eine eigene Superintendentur gebildet wurde. Um 1660 kam noch Härjedalen dazu. 1942 wurden dann drei Kirchenkreise aus Uppland dem neugegründeten Bistum Stockholm zugeschlagen. So bekam das Erzbistum in etwa wieder die Ausdehnung wie bei seiner Entstehung im 12. Jahrhundert. Aber die Einteilung in Kirchenkreise änderte sich hin und wieder. Demgegenüber ist die Einteilung in Kirchspiele und Gemeinden in etwa unverändert seit ihrem Entstehen erhalten geblieben.

## Das Bistum Uppsala heute
Nach der Zählung vom 1. Januar 2005 hatte das Bistum 704.970 Einwohner, von denen 572.083, also 81,1 % der Kirche angehörten. Es sind 85 Pfarrer und 169 Hilfspfarrer tätig. 